# Kryo (マイクロアーキテクチャ)
Kryo(クライオ)は、ARMv8-A 64ビット命令セットを実装し、Kraitコア(32ビット命令セット)の後継として機能する一連のマイクロアーキテクチャ。Qualcommによって設計される。

## Kryo
2015年9月に初めて発表され、サムスンの14 FinFETプロセスで製造されたSnapdragon 820 SoCに使用された 。Kyroコアは、異なるクロック周波数で動作するbig.LITTLE構成の2つのデュアルコアクラスタ（Snapdragon 820および821の場合）の両方の部分で使用できる。

### 概観
- アウト・オブ・オーダー実行のスーパースカラーパイプラインを持つパイプラインプロセッサ
- 32 KiB + 32 KiB L1キャッシュ[2]
- 512 KiB + 1 MiB L2キャッシュ(Snapdragon 820・821)、2 MiB L2キャッシュ (Snapdragon 835、クラスタ性能)
- コアパフォーマンス: 6.3 DMIPS/MHz

## Kryo 280
このマイクロアーキテクチャの新世代「Kryo 280」は、2016年11月にSnapdragon 835チップセットと共に発表された 。Kryo 280 CPUコアは、オリジナルのKryoの派生物ではなく、むしろARMのCortex-A73をセミカスタムした派生品である 。新しいコアは、クロックあたりの実行命令整数を向上させる(+17%)一方で、元のKryoに比べて浮動小数点演算でのパフォーマンスを低下(-32%)させる。

## Kryo 385
2017年12月にSnapdragon 845 SoCと共に発表された。高性能コア"Gold"(Cortex-A75派生)と電力効率コア"Silver"(Cortex-A55派生)があり、Snapdragon 845はbig.LITTLEアーキテクチャとしてGold 4コア/L2キャッシュ1MB、Silver 4コア/L2キャッシュ0.5MB、システム共有キャッシュ2MBから構成される。QualcommはSnapdragon 835よりも性能が高性能コアで25-30%、電力効率コアで15%向上するとしている。